# تودور واشنطن كولينز
تودور واشنطن كولينز (بالإنجليزية: Tudor Washington Collins)‏ هو مصور وفلاح نيوزيلندي، ولد في 9 مارس 1898 في Towai ‏ في نيوزيلندا، وتوفي في 22 يونيو 1970.